# Pyxine berteriana
Pyxine berteriana är en lavart som först beskrevs av Fée, och fick sitt nu gällande namn av Imshaug 1957. Pyxine berteriana ingår i släktet Pyxine och familjen Caliciaceae.   Inga underarter finns listade i Catalogue of Life.